# Gongylidioides kaihotsui
Gongylidioides kaihotsui är en spindelart som beskrevs av Saito och Ono 200. Gongylidioides kaihotsui ingår i släktet Gongylidioides och familjen täckvävarspindlar. Inga underarter finns listade i Catalogue of Life.